# ألوبيورينول
الألوبورينول (بالإنجليزية: allopurinol)‏
- يستخدم للعلاج وليس للشعور بالراحة بمعنى ان المريض عندما يستخدم الدواء لن يشعر بالراحة بل سوف تزداد الحالة الاما إذا لم ياخذ أي مسكن معه مثل الكولشيسين أو الاندوميثازين.
- يعمل عن طريق تثبيط انزيم ال (بالإنجليزية: xanthin oxidase)‏ وبالتالى يمنع تكوين حمض اليوريك الناتج من عملية التمثيل الغذائى للبروتينات ويمنع أيضا تكوين قواعد البيورين.
- يستعمل مع أدوية السرطانات لأنه ينتج عنها موت الخلايا السرطانية وتحللها مما ينتج عنه زيادة في حمض اليوريك.
- يفضل أخذ الجرعات في نفس الميعاد.
- يفضل أخذ الدواء بكمية كبيرة من الماء.
- يمكن أن ينتج عنه اعراض تحسسيه خطيرة.
- لا يستعمل مع المرضى ضعاف البنية.
- يؤدي إلى الخمول لذلك يفضل تجنب الوقوف على الماكينات التي تحتاج إلى الانتباه.
- مراعاة التفاعلات الدوائية مع الادوية التي يتم إخراجها عن طريق الكلى مثل الاموكسيسلين والامبسيلين وكذلك الادوية التي من مشتقات الزانثين مثل الثيوفيللين.

## الزمرة الدوائية
- دواء خافض لتركيز حمض البول المصلي.

## الاستطبابات
- الوقاية من هجمة التهاب المفاصل النقرسي والوقاية من الاعتلال الكلوي بفرط حمض البول.
- علاج فرط حمض البول الثانوي الذي قد يحدث خلال علاج الأورام والابيضاض.
- الوقاية من نكس حصيات أوكسالات الكالسيوم.

## الاستخدام خلال الحمل
- ينتمي للمجموعة C.

## مضادات الاستطباب
- يفضل عدم استخدامه خلال فترة الحمل أو الإرضاع.
- فرط الحساسية لهذا المحضر أو لأحد مكوناته.

## تحذيرات
- لا تستخدمه لعلاج فرط حمض البول اللا أعراضي.
- أوقفه إذا سبب ظهور طفح شروي عند المريض، أعطه مرة ثانية بحذر للمريض الذي أبدى ارتكاساً أرجياً طفيفاً تجاهه في المرة السابقة.
- عدل جرعته عند المصاب بالقصور الكلوي واستخدمه بحذر عند الأطفال.
- عاير اختبارات وظائف الكبد وتعداد الدم الكامل قبل البدء باستخدامه وبشكل دوري خلال تناول المريض له.
- استخدمه بحذر عند المريض الذي يتناول المدرات.

## التأثيرات الجانبية
تحدث بنسبة تزيد عن 10%
- جلدية: طفح حمامي حطاطي عادة، آفات جلدية تقشرية أو شروية أو فرفرية، متلازمة ستيفن – جونسون.

تحدث بنسبة 1 – 10%
- عصبية مركزية: حمى، قشعريرة، نعاس.
- جلدية: حاصة.
- هضمية: غثيان، إقياء، إسهال، ألم بطني، التهاب معدة، عسرة هضم.
- كبدية: ارتفاع تركيز SGPT وSGOT والفوسفاتاز القلوية، ضخامة كبدية، فرط بيلروبين الدم (يرقان), نخر كبدي.

تحدث بنسبة تقل عن 1%
- قلبية وعائية: التهاب أوعية.
- عصبية مركزية: صداع، نعاس.
- جلدية: انحلال البشرة النخري السمي.
- دموية: تثبط نقي العظم عند إشراكه مع أدوية مثبطة له أصلاً.
- موضعية: التهاب الوريد الخثري.
- عصبية عضلية: التهاب الأعصاب، مذل، اعتلال الأعصاب المحيطية.
- عينية: ساد.
- كلوية: اضطراب الوظيفة الكلوية.
- تنفسية: ارتكاسات النحساس الذاتي التي تتظاهر بالحمى والقشعريرة وقلة الكريات البيض / كثرتها والطفح الجلدي التحسسي والآلام المفصلية والغثيان والحكة.

## فرط الجرعة / الانسمام
- إذا امتص الجسم جرعة مفرطة من هذا المحضر فإن ذلك سيسبب نظرياً تشكل حصيات أوكسي بيرينول ولكن لم تسجل مثل هذه الواقعة عملياً.
- يمكن لقلونة البول وللإدرار القسري أن يساعدا في منع تشكل حصيات الكزانتين.

## التداخلات الدوائية
- ينقص تناول الكحول فعالية هذا المحضر.
- يثبط استقلاب محضر الأزاثيوبرين والمركابتورين وبالتالي يزيد سميتهما.
- قد تزداد نسبة حدوث الطفح عند إشراكه مع الأمبيسيلين أو الأموكسيسيللين.
- يمكن لحمضنة البول (بكميات كبيرة من الفيتامين) أن تزيد نسبة تشكل الحصيات الكلوية.
- تزيد المدرات التيازيدية سمية هذا المحضر، راقب الوظيفة الكلوية عند إشراكهما معاً.
- يؤدي تناول هذا المحضر لتطاول العمر النصفي الخاص بالمميعات الفموية، الثيوفيللين والكلوربروباميد.

## آلية التأثير
- يثبط هذا المحضر خميرة كزانتين أوكسيداز المسؤولة عن تحويل الهيبوكزانتين إلى كزانتين إلى حمض البول.
- يستقلب هذا المحضر بواسطة خميرة أوكسي بيرينول المسؤولة أيضاً عن تثبيط كزانتين أوكسيداز.
- يؤثر هذا المحضر على تدرك البورين الأمر الذي يؤدي لانخفاض نسبة إنتاج حمض البول دون أن يؤثر على تركيب البورينات الحيوية.

## الحرائك الدوائية
- ينخفض تركيز حمض البول المصلي خلال 1 – 2 يوماً من تناول هذا المحضر ويحدث الانخفاض الأعظمي خلال 1 – 2 أسبوع.
- الامتصاص الفموي: يمتص حوالي 80% من الجرعة عبر الجهاز الهضمي، ويبلغ تركيزه المصلي ذروته بعد مرور 30 – 120 دقيقة على تناوله.
- الامتصاص المستقيمي: سيئ ومخرش.
- التوزع: يبلغ حجم توزعه حوالي 1.6 ليتر / كغ، ينتشر إلى حليب المرضع.
- الارتباط البروتيني: أقل من 1%.
- الاستقلاب: تستقلب حوالي 75% من الجرعة لتعطي مستقلبات فعالة على رأسها أوكسي بيرينول.
- العمر النصفي (الوظيفة الكلوية طبيعية).
- الدواء الأصلي: 1- 3 ساعات.
- أوكسي بيرينول: 18 – 30 ساعة.
- يتطاول العمر النصفي عند المصاب بالداء الكلوي في مراحله الأخيرة.
- الإطراح: إن كلاً من الألوبيرينول والأوكسي بيرينول قابلان للإزالة بالديلزة.
- يطرح حوالي 10% من الجرعة بآلية الإفراز المعوي الكبدي، ويطرح أقل من 10% منها مع البول غير متبدلة، يطرح 45 – 65% منها على شكل أوكسي بيرينول.

## الجرعة
- الأطفال عمر يقل عن 6 سنوات: يعطى فموياً بجرعة 150 ملغ / اليوم على 3 دفعات.
- الأطفال بعمر 6 – 10 سنوات: يعطى فموياً بجرعة 300 ملغ / اليوم.
- الأطفال فوق 10 سنوات والبالغون: يعطى فموياً بجرعة تزيد عن 300 ملغ / اليوم.
- اضطرابات النقي التكاثرية التنشؤية: يعطى فموياً بجرعة 600 – 800 ملغ/ اليوم تقسم على 2 – 3 دفعات لمدة 2 – 3 أيام.
- النقرس:
- خفيف: يعطى فموياً بجرعة 200 – 300 ملغ / اليوم.
- شديد: يعطى فموياً بجرعة 400 – 600 ملغ / اليوم.
- المسنون: يعطى فموياً بجرعة بدئية تعادل 100 ملغ / اليوم، ومن ثم ترفع إلى أن نحصل على تركيز حمض البول المصلي المطلوب.
- يجب تعديل جرعته عند المريض المصاب باضطراب الوظيفة الكلوية.

## المراقبة
- يجب خلال تناوله مراقبة تعداد الدم الكامل وتركيز حمض البول المصلي، ويجب مراقبة الوظيفة الكبدية والكلوية ولا سيما عند بداية استخدامه.

## المستحضرات الصيدلانية
- أقراص: 100 ملغ، 300 ملغ.
- محلول معلق: معد للتناول كشراب بتركيز 5 ملغ / مل، ثابت لمدة 14 يوماً بالتبريد.

## المصدر
كتاب الشامل في الأدوية السريرية، د.محمد عبد الرحمن العينية - د.محمود موسى طلوزي، منشورات دار القدس للعلوم.

## وصلات خارجية
موسوعة العلوم العربية